# Artaldo di Belley
Artaldo, in francese Arthaud (Songieu, 1101 – Lochieu, 1206), è stato un vescovo cattolico e monaco cristiano francese, appartenente all'ordine certosino; è venerato come santo dalla Chiesa cattolica.

## Biografia
Nacque nel 1101 nel castello di Sothonod, nel Dipartimento francese dell'Ain. Fu brevemente alla corte di Amedeo III di Savoia (1095-1148), ma nel 1120 decise di entrare presso la certosa di Portes (a Bénonces, presso Lione), dove venne ordinato sacerdote.
Fu inviato nella diocesi di Ginevra, per fondare una casa dell'ordine certosino: con altri sei certosini, tutti provenienti da Portes. Fondò una prima casa nel Valromey, nella località nota come "il cimitero". La nuova comunità fu costretta a trasferirsi quando gli edifici, da poco costruiti, andarono distrutti in un incendio e nel 1132 venne fondata la certosa di Arvières, sul fiume omonimo, che venne dedicata alla Madonna.
Acquisì fama e reputazione e venne chiamato ad accettare il ruolo di vescovo della diocesi di Belley a più di 80 anni. Meno di due anni dopo si dimise e ritornò al monastero di Avières. Qui ricevette ancora la visita di sant'Ugo di Lincoln, che aveva convinto il re Enrico II d'Inghilterra ad offrire benefici alla certosa di Arvières.
Visse presso il monastero fino all'età di 105 anni e morì nel 1206.

## Culto
Il suo culto è stato confermato nel 1834, da papa Gregorio XVI. La Chiesa lo commemora il giorno 6 ottobre.
Dal Martirologio Romano: "Nella Certosa di Arvières da lui fondata nella Burgundia, in Francia, sant'Artaldo, vescovo di Belley, che, monaco già quasi nonagenario, fu eletto vescovo contro la sua volontà, ma dopo appena un biennio fece ritorno alla vita monastica e visse fino all'età di centosei anni".